# Ліндсі Дункан
Ліндсі Дункан (англ. Lindsay Duncan; нар.. 7 листопада 1950 року) — шотландська актриса, яка досягла найбільшого успіху завдяки виступам на театральній сцені.

## Життєпис
Дункан народився в Единбурзі (Шотландія) і закінчила драматичну школу Лондонського університету, після чого почала виступати у Королівській шекспірівській компанії, де зустріла свого чоловіка, актора Хілтона Макрея. Паралельно з кар'єрою на сцені Дункан іноді з'являлася на британському телебаченні.
У 1985 році вона дебютувала на великому екрані з головною роллю в комедії «Недбалі зв'язки», а в наступні роки грала, головним чином, ролі другого плану у фільмах «Нагостріть ваші вуха» (1987), «Мерія» (1996), «Ідеальний чоловік» (1999), «Менсфілд-парк» (1999), «Потрапити до десятки» (2004), «Аліса у Дивокраї» (2010), «Коханий із майбутнього» (2013) та «Бердмен» (2014).
У 2013 році Ліндсі Дункан виграла премію британського незалежного кіно за головну роль у фільмі «Вік-енд у Парижі». Також вона виконувала головні ролі у фільмах «Дзеркальна шкіра» (1990) та «Під сонцем Тоскани» (2003). Частіше Дункан працювала на телебаченні, де грала головні і другорядні ролі у різних міні-серіалах і фільмах, тричі була номінована на премію BAFTA TV Award. З 2005 по 2007 роки вона знімалася в серіалі BBC / HBO «Рим».

## Нагороди
В 2009 році вона отримала Орден Британської імперії за свої досягнення у драматичній майстерності. Дункан виграла також американську премію «Тоні» за найкращу жіночу роль за гру в п'єсі «Приватне життя» (2001), а раніше була номінована на нагороду за «Небезпечні зв'язки» (1985—1986). Її кар'єра в Англії принесла їй дві премії Лоуренса Олів'є за найкращу жіночу роль.

## Особисте життя
Ліндсі Данкан одружена з колегою по акторському цеху Гілтоном Мак-Реєм з Шотландії, з яким познайомився в 1985 році в Королівській компанії Шекспіра.. Вони живуть на півночі Лондона. У них є один син, Кал Мак-Рей, який народився у вересні 1991 року.

## Вибіркова фільмографія
- Відкриття відьом (з 2018), телесеріал
- Тихе серце (2019)
- Загибель Лаконіі (2011) - двосерійний німецько-британський художній фільм